# Зозуля Дмитро Володимирович
Дмитро́ Володи́мирович Зозу́ля (9 червня 1988, Київ) — український футболіст, захисник, колишній гравець молодіжної збірної України.

## Біографія
Вихованець київської СДЮШОР «Зміна». Чемпіон України 2004—2005 років серед команд 1988 року народження у складі «Динамо» (Київ).
2005 року підписав професіональний контракт з «Оболонню», в якій виступав переважно за дублюючий склад (10 матчів та 1 гол у 2005 році) та «Оболонь-2» (51 матч та 3 голи).
Улітку 2008 року перейшов до першолігової команди «Княжа» з Щасливого, але вже в січні 2009 року клуб припинив існування, і Зозуля перейшов до «Львова». У сезоні 2008/09 провів 10 матчів в Прем'єр-лізі.
На початку 2011 року перейшов у луцьку «Волинь», але зіграв лише в кількох матчах і влітку на правах вільного агента покинув клуб.
У липні 2012 року підписав контракт з чернівецькою «Буковиною».
На початку липня 2016 року став гравцем грузинського клубу «Зугдіді».
2017 року повернувся до України, де виступав за «Арсенал» (Київ), а потім «Гірник-спорт».

### Збірна
У молодіжній збірній України дебютував 27 березня 2009 року у виїзному матчі проти однолітків з Сербії, вийшовши в кінці матчу замість Антона Поступаленка. В підсумку цей матч залишився єдиним матчем Дмитра Зозулі за молодіжну збірну.

## Досягнення
- Чемпіон першої ліги чемпіонату України (1): 2017/18